# فرودگاه سورورالسک
فرودگاه سورورالسک (به روسی: Аэропорт Североуральск) فرودگاهی عمومی واقع در سورورالسک در کشور روسیه است.